# Svenska mästerskapen i längdskidåkning 1942
Svenska mästerskapen i längdskidåkning 1942 arrangerades i Hudiksvall.

## Medaljörer, resultat

### Herrar
| Gren              | Guld                                                   | Guld                                                   | Silver              | Silver        | Brons              | Brons     |
| 15 km             | Nils Östensson                                         | Hofors AIF                                             | Alfred Dahlqvist    | Östersunds SK | Mauritz Brännström | Norsjö IF |
| 30 km             | Alfred Dahlqvist                                       | Östersunds SK                                          | Nils Persson (Täpp) | Malungs IF    | Holger Hägglöf     | Västerås  |
| 50 km             | Lars Back                                              | Hofors AIF                                             | Olle Wiklund        | IFK Bergvik   | Nils Karlsson      | IFK Mora  |
| Stafett 3 x 10 km | Malungs IF (Nils Täpp, Martin Karlsson, Martin Matsbo) | Malungs IF (Nils Täpp, Martin Karlsson, Martin Matsbo) |                     |               |                    |           |
| Lagtävling 15 km  | Hofors AIF                                             | Hofors AIF                                             |                     |               |                    |           |
| Lagtävling 30 km  | Malungs IF                                             | Malungs IF                                             |                     |               |                    |           |
| Lagtävling 50 km  | Hofors AIF                                             | Hofors AIF                                             |                     |               |                    |           |

### Damer
| Gren             | Guld           | Guld           | Silver      | Silver   | Brons          | Brons    |
| 10 km            | Margit Åsberg  | Brännans IF    | Vera Åström | Järbo IF | Britta Lidgren | Frösö IF |
| Lagtävling 10 km | Djurgårdens IF | Djurgårdens IF |             |          |                |          |

### Webbkällor
- Svenska Skidförbundet